# Грузія на Євробаченні Юних Музикантів
Грузія брала участь у Євробаченні Юних Музикантів, що проводиться кожні два роки, лише один раз у 2012 році.

## Учасники
Умовні позначення
     Переможець
     Друге місце
     Третє місце
     Не пройшла до фіналу
     Участь скасовано
     Не брала участі
| Рік                               | Місце проведення | Учасник        | Інструмент | Фінал                      | Півфінал |
| --------------------------------- | ---------------- | -------------- | ---------- | -------------------------- | -------- |
| 2012                              | Відень           | Лізі Рамішвілі | Віолончель | Не вдалося кваліфікуватися | -        |
| Не брала участі в 2014-2024 роках |                  |                |            |                            |          |